# 楊秋悅
楊秋悅（1975年—），江蘇鎮江人，音樂學者，中央音樂學院圖書館研究員，古琴演奏家，廣陵派第十二代傳承人。

## 生平
楊秋悅於1975年出生於江蘇鎮江，家中為音樂世家。和姐姐楊春薇1985年由梅庵派琴家劉景韶、劉善教啟蒙學習古琴，1989年師從廣陵派第十一代宗師梅曰強。1990年進入中國音樂學院附中就讀，後至中央音樂學院就讀，期間曾受到李祥霆、劉麗等琴家指導。2004年獲得中央音樂學院音樂學博士學位。2003年，梅曰強逝世，楊氏姐妹承其衣缽，成為廣陵派第十二代傳承人。
現為中央音樂學院圖書館研究員，研究方向為古琴音樂、佛教音樂及古代音樂文獻，曾開設「中國漢傳佛教音樂文化專題研究」課程。
2011年時和楊春薇在第28屆上海之春國際音樂節舉行「海上雅樂系列音樂會．楊氏姐妹古琴演奏——梅庵、廣陵、虞山琴派之音」。曾參與2018年的「廣陵琴派古琴名家音樂會」暨緬懷古琴宗師梅曰強先生九十週年誕辰活動、2019年「紀念廣陵琴派第十代古琴大師劉少椿先生古琴音樂會」。

## 作品

### 音樂
| 專輯名稱     | 發行日期 | 發行公司 | 曲目 | 備註           |
| ------------ | -------- | -------- | --- | -------------- |
| 《幽蘭》     | 2004年   | 亞洲唱片 | 曲目 1. 〈碣石調．幽蘭〉 2. 〈山居吟〉 3. 〈梧葉舞秋風〉 4. 〈平沙落雁〉 5. 〈樵歌〉 6. 〈瀟湘水雲〉 7. 〈離騷〉     | 與楊春薇合輯。 |
| 《煦風》     | 2005年   | 亞洲唱片 | 曲目 1. 〈陽春〉 2. 〈流水〉 3. 〈漁樵問答〉 4. 〈梅花三弄〉 5. 〈秋江夜泊〉 6. 〈漁歌〉                             | 與楊春薇合輯。 |
| 《飛英遊弦》 | 2006年   | 亞洲唱片 | 曲目 1. 〈神人暢〉 2. 〈古風操〉 3. 〈龍翔操〉 4. 〈楚歌〉 5. 〈憶故人〉 6. 〈烏夜啼〉 7. 〈普庵咒〉 8. 〈墨子悲絲〉 | 與楊春薇合輯。 |

### 著作
- 《瑜伽焰口施食儀式音樂研究》，北京市：宗教文化出版社，2014，ISBN 9787802549135
- 《中央音樂學院圖書館古琴文獻輯覽-琴譜卷》，郭娜、何榮、楊秋悅等編，北京市：中央音樂學院出版社，ISBN 9787569600513

- 〈《大日經疏》體現的佛教音聲觀〉
- 〈古琴指法譜字研究〉
- 〈琴用右手指法研究〉
- 〈對《碣石調·幽蘭》打譜的分析和研究〉
- 〈瑜伽焰口儀式與儀式音樂〉
- 〈對瑜伽焰口儀式音樂兩大風格流派的淺析〉
- 〈梵唄在瑜伽焰口儀式中的特征〉
- 〈瑜伽焰口儀式文本研究〉
- 〈雪竇寺瑜伽焰口儀式及其音樂研究〉

### 琴譜
- 楊春薇; 楊秋悅. . 北京市: 中國書店. 2023.

## 外部連結
- YouTube上的《幽蘭》專輯播放列表
- YouTube上的《煦風》專輯播放列表
- YouTube上的《飛英遊弦》專輯播放列表
- 楊秋悅演奏〈墨子悲絲〉 （页面存档备份，存于）